# Cezary Morawski
Cezary Morawski (sinh ngày 5 tháng 6 năm 1954 tại Szczecin) là một diễn viên điện ảnh, diễn viên truyền hình và diễn viên sân khấu người Ba Lan. Ông cũng tham gia lồng tiếng cho nhiều phim và trò chơi video.

## Tiểu sử
Cezary Morawski là con của nam diễn viên người Ba Lan Tomasz Morawski. Ông tốt nghiệp Học viện nghệ thuật sân khấu quốc gia Aleksander Zelwerowicz ở Warsaw vào năm 1977. Cezary Morawski hiện đang hợp tác với hai nhà hát ở Warsaw là Nhà hát Đương đại và Nhà hát Chung (Powszechny). Ngoài ra, ông cũng cộng tác làm giảng viên tại trường cũ.
Với những thành tích trong các hoạt động xã hội và từ thiện vì cộng đồng nghệ thuật, Cezary Morawski được vinh dự trao tặng Huân chương Polonia Restituta vào năm 2000. Với vai diễn trong vở kịch My Soul (Moja Dusza), Cezary Morawski được cựu tổng thống Ba Lan Lech Walesa trao danh hiệu Đại sứ của Siberia, một giải thưởng của Đại hội Người Siberia Thế giới. Ông cũng là một trong những người anh hùng được nhắc đến trong sách "The Power of everyday life" ("Siła codzienności").

## Danh mục
- Cezary Morawski trên IMDb
- Cezary Morawski on Filmweb.pl (pol.)
- Cezary Morawski on filmpolski.pl (pol.)
- Cezary Morawski Lưu trữ ngày 27 tháng 10 năm 2004 tại Wayback Machine on stopklatka.pl (pol.)
- Cezary Morawski na zdjęciach in the Polish National Film Archives (pol.)